# Don't Want to Leave You
Don't Want to Leave You è un brano musicale del gruppo britannico Scouting for Girls prodotto da Andy Green per il secondo album del gruppo, intitolato Everybody Wants to Be on TV. Il brano è stato pubblicato come terzo singolo estratto dall'album l'8 ottobre 2010.

## Tracce
CD single
1. Don't Want To Leave You - 2:58
2. Don't Stop Believin (BBC Live Version) - 3:43
3. A Beautiful Night For A Party - 4:03
4. Famous (Live From The Blackpool Empress Ballroom) - 4:46